# Fortaleza de Sulema
A fortaleza de Sulema (em armênio: Սուլեմայի բերդ; romaniz.: Sulemayi berd) ou fortaleza de Selim (Սուլեմի բերդ, Selimi get) é uma fortaleza na província de Vaiose Zor, na margem direita do rio Sulema, no topo de uma colina alta. Na Antiguidade, fez parte do distrito (gavar) de Vaiose Zor, na província de Siúnia, no Reino da Armênia. Segundo Estêvão Orbeliano, foi fundada pelo príncipe Sulema no tempo da dinastia arsácida. Ainda segundo Orbeliano, em 364, os príncipes que acompanharam o católico Narses I, o Grande até Cesareia Mázaca trouxera relíquias de São Mamas e enterraram-nas perto da fortaleza. Da construção original, restam suas muralhas e torres.